# Полуектов, Яков Леонтьевич

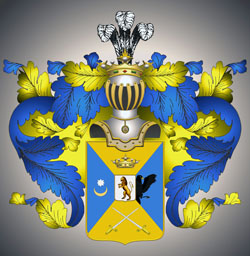
Родовой герб Полуектовых

Яков Леонтьевич Полуектов (около 1630 — после 1679) — дворянин московский, один из первых организаторов судостроения в России, главный распорядитель верфи при постройке судов в Дединово Коломенского уезда, строитель первого русского военного парусного корабля «Орёл».

## Биография
Яков Леонтьевич Полуектов происходил из древнего дворянского рода Полуектовых (Полуехтовых). Его отец Леонтий Дмитриевич Полуектов в 1632—1635 годах был вторым дьяком при воеводе князе Андрее Андреевиче Голицыне в Тобольске и в 1637—1638 годах при воеводе боярине Иване Васильевиче Морозове в Казани (умер в 1642 году).
20 июня 1658 года Яков Полуектов в чине жильца московского участвовал во встрече царя Кахетии Теймураза I, который прибыл в Москву просить о военной поддержке против Персии. 6 июля 1658 года при царском столе Алексея Михайловича в честь царя Теймураза находился в «терликах бархатных черевчатых». С 1662 года упоминается в боярских книгах, уже как дворянин московский. В феврале — марте 1663 года состоял приставом (сопровождающим) у купчины «Шаха Индейского».

### У корабельных дел
19 июня 1667 года Яков Полуектов был назначен распорядителем постройки первого российского корабля «Орёл» и других судов — яхты, двух шняк и бота, предназначенных для торговли и её охраны на Каспийском море. Строились суда на берегу Оки в дворцовом селе Дединове Коломенского уезда. Наблюдающим за постройкой судов был назначен боярин Афанасий Ордин-Нащокин — шеф приказа Новгородской Чети, вместе с помощниками думными дьяками Дохтуровым, Голосовым и Юрьевым.

Указали мы, Великий Государь, для посылок из Астрахани на Хвалынское море делать корабли в Коломенском уезде, в нашем, Великого Государя, дворецком селе Дединове иноземцам полковнику Корнелиусу фон Буковену да корабельным мастерам Ламберту Гельту с товарищи. А у того корабельного дела быть Якову Полуектову да подьячему Степану Петрову.— Указ Алексея Михайловича Никите Кутузову — Коломенскому о воеводе от 19 июня 1667 г.
Корабль был заложен 14 ноября 1667 года. Руководил постройкой голландец полковник Корнелиус фон Буковен и его помощники подполковник Старк и корабельщик Гельт. Яков Полуектов вместе с подьячим мытной избы Степаном Петровым организовывал работы на верфи и руководил плотниками и кузнецами.
15 мая 1668 года Я. Л. Полуектов докладывал Великому Государю:

И у меня, холопа твоего, корабль и яхту делают; а у корабля, Государь, дно и стороны основаны, и кривые деревья все прибиты <…> Корабль опущен и доделывается на воде, а яхта и шлюпка поспеют в скором времени.

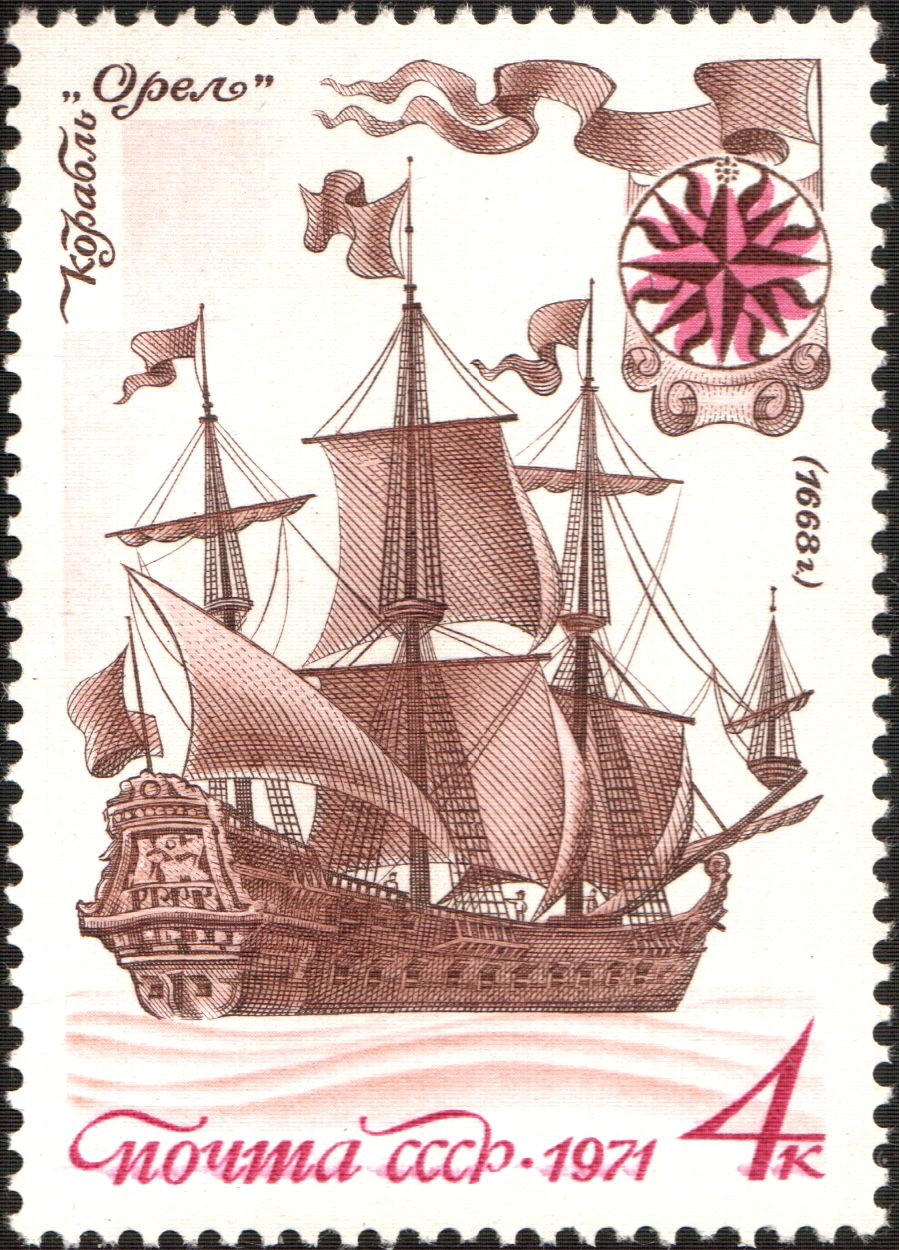
Корабль «Орёл» на почтовой марке СССР

В мае 1668 года корабль «Орёл» был готов к спуску на воду, но ещё не был оснащён из-за того, что епископ Коломенский Мисаил не организовал доставку снастей и канатных мастеров. Полуектов и епископ начали писать друг на друга доносы, что практически вызвало остановку строительных работ. Правительство повелевало ускорить работы, однако «Орлу» пришлось зазимовать в Дединове. Орёл являлся первым русским парусным кораблём западноевропейского типа и представлял собой разновидность голландского пинаса. По одной из версий на корабле был поднят триколор, первый в истории России флаг военного корабля. 25 апреля 1669 года корабль по государеву указу был назван «Орлом», изображение орла как государственного герба России было нашито на корабельные флаги. Строительство корабля обошлось казне в 2221 рубль. Командиром корабля был назначен голландец Давид Бутлер, все матросы экипажа корабля были иностранцами. 12 мая 1669 года, после окончательного осмотра специалистами корабельного дела, и его приёмки от Полуектова, корабль вышел из Дединова в Нижний Новгород, где на него установили артиллерию, а 13 июня из Нижнего корабль отправился в Астрахань. Это было единственное плавание корабля. Длительное время считалось, что вскоре после захвата Астрахани в 1670 году, корабль сожгли восставшие казаки Степана Разина. Но найденные документы Астраханского воеводства, датированные 1678 годом, свидетельствуют о том, что восставшие только загнали корабль вместе с другими судами дединовской постройки в протоку Кутум. По мнению русского военного историка А. В. Висковатова, корабль «Орел» был оставлен на мели капитаном Бутлером, который потом бежал на одной из шлюпок в Персию. Корабль и малые суда простояли в протоке много лет и пришли в ветхость.
В 1672 году Яков Полуектов под Лебедянью близ Воронежа заложил 30 морских и 30 «чернопроточных» стругов «для промыслу над турецкими и крымскими берегами». Под предводительством военачальника Григория Косагова эта флотилия в 1674 году сумела обойти турецкую крепость Азов и вышла в Азовское море.
За постройку корабля и других судов Яков Полуектов получил в награду богатые имения. Ему и его семейству принадлежали две усадьбы — в сельце Назариха в приходе села Липки и в сельце Ромашево в приходе Успенского погоста, которые после создания Владимирской губернии вошли в состав Вязниковского уезда. Яков был бездетным, и имения унаследовали его племянники — дети родного брата — дипломата Ивана Полуэктова.
Как московский дворянин Полуектов упоминается в Боярских книгах 1676 и 1679 годов. Дальнейшая судьба Якова Леонтьевича Полуектова неизвестна.